# Esteban Mira Caballos
Esteban Mira Caballos (Carmona, Sevilla, 1966) es un historiador, escritor y profesor español, especializado en el descubrimiento y la conquista de América. Es académico numerario electo de la Real Academia de las Letras y las Artes de Extremadura.

## Biografía
Nacido en Carmona, un pueblo cercano a la ciudad de Sevilla, se licencia en 1990 en historia en la Universidad de Sevilla y en 1995 se doctoró en la especialidad de historia de América en la misma universidad. Entre 1991 y 1995 trabajó en el área de Formación de Personal Investigador de la Junta de Andalucía, adscrito al departamento de Historia de América de la Universidad de Sevilla. Ha sido profesor visitante en el Instituto de Historia de la Universidad Autónoma de Santo Domingo y ha impartido conferencias en distintas universidades europeas y americanas. Compaginando la docencia con la investigación, ha publicado más de una decena de libros, además de colaboraciones en obras colectivas, congresos y revistas de investigación. 
Desde 1996 es profesor de Geografía e Historia en Enseñanza Secundaria y Bachillerato, obteniendo la cátedra en el año 2025. En el año 2004 fue designado miembro correspondiente extranjero de la Academia Dominicana de la Historia y en el año 2013 del Instituto Chileno de Investigaciones Genealógicas. Ha pertenecido a la Asociación de Historiadores Latinoamericanistas de Europa (1991-2000) y actualmente es miembro de la Asociación de Americanistas Españoles. Además, es asesor cultural de la Fundación Obra Pía de los Pizarro y miembro honorario de la Asociación de Amigos de Bradenton.
Entre sus obras se encuentran algunas biografías de los personajes más relevantes en las relaciones de España y América durante el descubrimiento y la conquista, como son Cristobal Colón, Hernán Cortes, Francisco Pizarro, Hernando de Soto o Nicolás de Ovando, entre otros, así como libros más generalistas como Las Armadas del Imperio, en el cual analiza el sistema naval del imperio español que permitió convertirse en una potencia hegemónica a pesar de la dificultad que conllevaba controlar y proteger los intereses de tan amplio territorio.
Ha colaborado con documentales como el de Santo Domingo, la primera fundación, dirigido por José Pintor, La Flota de Indias y ha sido asesor histórico de la segunda temporada de la serie televisiva Hernán.

## Obras
- El indio antillano, repartimiento, encomienda y esclavitud[16] (1492-1542), Muñoz Moya Editor, 1997. ISBN 84-8010-051-6.
- La armada guardacostas de Andalucía y la defensa de la Carrera de Indias[17] (1521-1550), Muñoz Moya Editor, 1998. ISBN 84-8010-057-5.
- Nicolás de Ovando y los orígenes del sistema colonial español,[18] Santo Domingo, Patronato de la Ciudad Colonial, 2000. ISBN 99934-819-3-9.
- Indios y mestizos en la España del siglo XVI,[19] Madrid, Iberoamericana, 2000. (Prólogo de Antonio Domínguez Ortiz). ISBN 84-95107-78-3.
- Barcarrota y América. Flujo y reflujo en una tierra de frontera, Badajoz, Junta de Extremadura, 2003. ISBN 84-95107-78-3.
- Las Armadas Imperiales. La guerra en el mar en tiempos de Carlos V y de Felipe II,[20] Madrid, La Esfera de los Libros, 2005. ISBN 84-9734-340-9.
- Conquista y destrucción de las Indias (1492-1573),[21] Muñoz Moya editor, 2009. ISBN 978-84-8010-181-3.
- Hernán Cortés: el fin de una leyenda,[22] Fundación Obra Pía de los Pizarro, 2010. ISBN 978-84-613-8066-4.
- Hernando de Soto: el conquistador de las tres Américas,[23] Barcarrota, 2012. ISBN 978-8461660407.
- Imperialismo y poder. Una historia desde la óptica de los vencidos,[24] El Ejido, Círculo Rojo, 2013, ISBN  8490502307.
- La gran armada colonizadora de Nicolás de Ovando (1502),[25] Santo Domingo, Academia Dominicana de la Historia, 2014. ISBN 978-9945-8914-8-5.
- Francisco Pizarro, una nueva visión de la conquista del Perú,[26] Barcelona, Editorial Crítica, 2018. ISBN 978-8417067632.
- Las armadas del Imperio. Poder y hegemonía en tiempo de los Austrias, Madrid, La Esfera de los Libros, 2019. ISBN  9788491646440.
- Hernán Cortés, una biografía para el siglo XXI,[27] Barcelona, Editorial Crítica, 2021. ISBN 978-8491993001.
- El descubrimiento de Europa. Indígenas y mestizos en el Viejo Mundo[28]  Barcelona, Editorial Critica, 2023. ISBN 978-8491993001.
- Colón: El converso que cambió el Mundo,[29] Barcelona, Editorial Critica, 2025.ISBN 978-8491993001.

## Premios
- Premio de investigación Pedro Cieza de León (2020)[30]
- Premio Quinto Cecilio Metello (2022)[31]
- Premio CANIEM[32] año 2022 por su obra “Hernán Cortés. Una vida entre dos mundos”, escrito en coautoría con Bernard Grunberg y María del Carmen Martínez.